# Кузин, Валерий Анатольевич
Валерий Анатольевич Кузин (19 августа 1931 — 22 апреля 2011) — советский и российский театральный актёр, артист санкт-петербургского Александринского театра, Заслуженный артист РСФСР (1984).

## Биография

сцена из спектакля «Трое из угрозыска» Псковского театра имени Пушкина 1965 года. Виктор Лукин в середине, крайний справа Валерий Кузин.

- 1950—1951 гг. — в театре «Красный факел» (Новосибирск),
- 1955—1963 гг. — в Новосибирском ТЮЗе,
- 1963—1967 гг. — в Псковском театре драмы имени А. С. Пушкина,
- 1967—1969 гг. — в Музыкально-драматическом театре Петрозаводска,
- 1969—1972 гг. — в Малом драматическом театре,
- 1972—1973 гг. — в Театре комедии имени Н. П. Акимова,
- 1973—1989 гг. — в Театре им. Ленсовета,
- с 1989 г. — в Александринском театре.

Всего за 12 лет работы в Александринском театре Валерием Кузиным сыграно около 20 разноплановых ролей. Среди них: Пастер Мандерс («Привидения» Г.Ибсена, 1989), Стародум («Недоросль» Д. М. Фонвизина, 1990), Дорн и Сорин («Чайка» А. П. Чехова, 1990), Епископ Спиридон («Александр Невский» В.Белова, 1990), Блохин («Сказки старого Арбата» А. Н. Арбузова, 1991), Теклтон («Сверчок на печи» Чарльза Диккенса, 1991), Оброшенов («Шутники», 1992), царь Дормидонт («Горя бояться — счастья не видать» С. Я. Маршака, 1994 — за эту роль в 1998 году артист был награждён почётным дипломом фестиваля «Театры Санкт-Петербурга — детям»), Генри («Когда лошадь теряет сознание» Ф.Саган, 1995), Капитан Симано («Убийство в Немуре» Агата Кристи, 1996), Игорь Павлович («Старые русские» Б.Рацера, 1997), Таковский («Пара гнедых» А.Белинского, 2000), отец Дон Жуана («Дон Жуан» Мольера, 2000) и другие.

## Фильмография

### Актёр
- 2003 — Русские страшилки — член Политбюро
- 2003 — Загибалово и его обитатели | 6 серия
- 2000 — Улицы разбитых фонарей − 3 — Георгий Малышицкий, старший брат-убийца
- 2000 — Сорок лет до возмездия…?! | 8-я серия
- 1994—1998 — Без обратного адреса — эпизод
- 1993 — Троцкий — эпизод
- 1992 — Рэкет — Иван Макарович Паршин
- 1991 — Человек со свалки — Мартынюк
- 1989 — Посвящённый — театральный деятель
- 1989 — Война крокодилов (фильм-спектакль)
- 1987 — Моонзунд — морской министр
- 1986 — При открытых дверях — эпизод
- 1986 — Капабланка (Куба, СССР) — эпизод, один из организаторов шахматного турнира
- 1985 — Выйти замуж за капитана — завотделом
- 1983 — Пятый десяток (фильм-спектакль) — Яков Григорьевич, сосед Ёлочкиных
- 1983 — Место действия — Николай Владимирович Миронов, заместитель Пушкарёва (в титрах А. Кузин)
- 1981 — Синяя ворона (фильм-спектакль) — Крам / кардиналист
- 1981 — Ночь на четвёртом круге — папаша
- 1980 — Сицилианская защита — Юрий Сергеевич Красиков, полковник милиции из отдела внутренних расследований
- 1980 — Казначейша — Казначей
- 1979 — Люди и страсти (фильм-спектакль)
- 1979 — Кавказский меловой круг — хромой
- 1979 — Пролог из «Фауста» — поэт
- 1979 — Уриель Акоста — Сантос
- 1978 — Пуск
- 1978 — Полковник Шабер (фильм-спектакль) — Дельбек, управляющий графини
- 1978 — Кентавры / Kentaurok
- 1978 — Жизнь Бетховена — доктор Ваврух
- 1977 — Юлия Вревская / Юлия Вревска (Болгария, СССР) — эпизод
- 1977 — Нос — высокий чин
- 1975—1981 — Агония — эпизод
- 1975 — Ковалёва из провинции (фильм-спектакль) — Анатолий Иванович Фомин, председатель областного суда
- 1974 — Повесть о человеческом сердце — эпизод

### Озвучивание
- 1984 — Мой друг Иван Лапшин — читает текст